# 新盛街道 (重庆市)
新盛街道，是中华人民共和国重庆市綦江区下辖的一个乡镇级行政单位。原为新盛镇，2020年1月8日，撤镇设街道。

## 行政区划
新盛街道下辖以下地区：
新盛社区、气田村、四坪村、号房村、德胜村、石桥村、陈家村、阳台村和宝珠村。